# Ceblepyris
Ceblepyris är ett fågelsläkte i familjen gråfåglar inom ordningen tättingar. Släktet omfattar fem arter med förekomst i Afrika:
- Komorgråfågel (C. cucullatus)
- Madagaskargråfågel (C. cinereus)
- Kongogråfågel (C. graueri)
- Enfärgad gråfågel (C. caesius)
- Vitbröstad gråfågel (C. pectoralis)

Tidigare inkluderas släktet i Coracina.